# Erigorgus vestitus
Erigorgus vestitus är en stekelart som beskrevs av Atanasov 1975. Erigorgus vestitus ingår i släktet Erigorgus och familjen brokparasitsteklar. Inga underarter finns listade i Catalogue of Life.